# Kindheit, Knabenjahre, Jünglingsjahre
Die Trilogie Kindheit, Knabenjahre, Jünglingsjahre (auch Kindheit, Knabenjahre, Jugendzeit; Kindheit, Knabenalter, Jünglingsjahre; Kindheit und Jugend) ist eine Erzählung von Lew Nikolajewitsch Tolstoi, geschrieben von 1851 bis 1857. Alle drei Teile sind einzeln in der Literaturzeitschrift Sowremennik (russisch Современник; übersetzt etwa: Der Zeitgenosse) erschienen.
Geschrieben in der Ich-Perspektive (1. Person Singular), erzählt das dem Genre der Selbstbiografie zuzuordnende Werk die Kindheit und Jugendzeit des Nikolai Petrowitsch Irtenjew, eines Jungen aus einer russischen Adelsfamilie. Tolstoi verschmilzt darin autobiografische und fiktive Erzählungen.
Der russische Gesellschaftskritiker Dmitri Iwanowitsch Pissarew hatte hauptsächlich auf Grundlage Tolstois Beobachtungen, die in der Trilogie niedergelegt sind, eine ganze Erziehungstheorie entwickelt.

## Ausgaben
- Lebens-Stufen. Kinheit, Knabenalter, Jünglingsjahre. Übersetzt von Raphael Löwenfeld. Berlin: 1891.
- Kindheit, Knabenjahre, Jugendzeit; übersetzt von Eva Luther, Diogenes Verlag, ISBN 3257213573
- Kindheit und Jugend, übersetzt von Karl Bannwitz, Artemis & Winkler Verlag, ISBN 3538063508